# Ervin Hall
Pour les articles homonymes, voir Hall.
Ervin Hall, né le 2 juillet 1947 à Philadelphie, est un athlète américain qui courait sur 110 m haies.
Aux Jeux olympiques d'été de 1968, il a remporté l'argent sur cette distance derrière son compatriote Willie Davenport.

## Palmarès

### Jeux olympiques d'été
- Jeux olympiques d'été de 1968 à Mexico ( Mexique)
  -  Médaille d'argent sur 110 m  haies